# Mastophora brescoviti
Mastophora brescoviti là một loài nhện trong họ Araneidae.
Loài này thuộc chi Mastophora. Mastophora brescoviti được Herbert Walter Levi miêu tả năm 2003.